# ليزلي لاينغ
ليزلي لاينغ (بالإنجليزية: Leslie Laing) هو عداء سريع جامايكي، ولد في 19 فبراير 1925 في لينستيد ‏ في جامايكا.

## وصلات خارجية
- ليزلي لاينغ على موقع اللجنة الأولمبية الدولية (الإنجليزية)
- ليزلي لاينغ على موقع أوليمبيديا (الإنجليزية)
- ليزلي لاينغ على موقع اتحاد ألعاب الكومنولث (مؤرشف) (الإنجليزية)